# Winchester (Nevada)
Winchester és una concentració de població designada pel cens dels Estats Units a l'estat de Nevada. Segons el cens del 2000 tenia 26.958 habitants.

## Demografia
Segons el cens del 2000, Winchester tenia 26.958 habitants, 11.986 habitatges, i 6.047 famílies La densitat de població era de 2414,37 habitants per km².
Dels 11.986 habitatges en un 20,2% hi vivien nens de menys de 18 anys, en un 33,3% hi vivien parelles casades, en un 11,7% dones solteres, i en un 49,5% no eren unitats familiars. En el 38,7% dels habitatges hi vivien persones soles el 14,3% de les quals corresponia a persones de 65 anys o més que vivien soles. El nombre mitjà de persones vivint en cada habitatge era de 2,24 i el nombre mitjà de persones que vivien en cada família era de 3,01.
Per edats la població es repartia de la següent manera: un 19,8% tenia menys de 18 anys, un 9,1% entre 18 i 24, un 29,1% entre 25 i 44, un 24,5% de 45 a 64 i un 17,5% 65 anys o més.
L'edat mediana era de 39,5 anys. Per cada 100 dones hi havia 106,4 homes. Per cada 100 dones de 18 o més anys hi havia 105,73 homes.
La renda mediana per habitatge era de 32.251 $ i la renda mediana per família de 39.451 $. Els homes tenien una renda mediana de 27.886 $ mentre que les dones 22.453 $. La renda per capita de la població era de 20.615 $. Aproximadament l'11,4% de les famílies i el 14,0% de la població estaven per davall del llindar de pobresa.

## Poblacions més properes
El següent diagrama mostra les poblacions més properes.